# Neonotonia
Neonotonia és un gènere de plantes fabàcies. Té dues espècies.

## Taxonomia
- Neonotonia verdcourtii Isely
- Neonotonia wightii (Wight i Arn.) J.A.Lackey

## Enllaqços externs
- http://www.eol.org/search?q=Neonotonia&search_image=
- http://www.ipni.org/index.html